# Église Saint-Pierre de Jandrain
L'église Saint-Pierre est une église d'origine romane située à Jandrain, village de la commune belge d'Orp-Jauche en Brabant wallon.

## Historique
Le noyau de la tour est roman et date du XIIe siècle.
Les contreforts qui renforcent les angles de la tour ont été ajoutés probablement en 1658 tandis que le portail percé à la base de la tour date de 1767 comme l'indique le millésime qui orne sa clé.
L'église fait l'objet d'un classement comme monument historique depuis le 27 septembre 1937.

## Architecture
|  |  |